# Andamia tetradactylus
Andamia tetradactylus är en fiskart som först beskrevs av Bleeker, 1858.  Andamia tetradactylus ingår i släktet Andamia och familjen Blenniidae. Inga underarter finns listade i Catalogue of Life.